# Milan Kňažko
Milan Kňažko (* 28. srpna 1945 Horné Plachtince) je slovenský herec, od počátku 90. let politik, spoluzakladatel VPN a HZDS, za které působil jako ministr zahraničních věcí Slovenska a místopředseda slovenské vlády, pak politik odštěpeneckých stran ADS, DEÚS a DÚ, od roku 1998 politik SDK (později SDKÚ) a ministr kultury Slovenska, později (2003-2007) ředitel televize JOJ.

## Biografie

### Studium a profesní činnost
Po skončení průmyslové školy stavební studoval herectví na VŠMU v Bratislavě. V letech 1968 – 1970 byl na stipendiu na Mezinárodní divadelní akademii v Nancy (Francie). V letech 1970 – 1971 byl členem Činoherního souboru Divadelního studia (Divadlo na Korze). Od roku 1971 byl členem Nové scény a od roku 1985 do roku 1989 členem činoherního souboru SND. Stal se zasloužilým umělcem. Od ledna do června 1990 byl děkanem Divadelní fakulty VŠMU. V listopadu 2002 se stal prezidentem Mezinárodního filmového festivalu Bratislava. 
Od ledna 2003 do února 2007 byl generálním ředitelem TV JOJ. Je třikrát ženatý a má tři děti.

### Politická činnost
V říjnu 1989, po podpisu petice Několik vět, jako první a jediný umělec v bývalé ČSSR vrátil titul zasloužilý umělec jako výraz nesouhlasu s politikou tehdejšího režimu. V listopadu 1989 byl spoluorganizátorem a moderátorem listopadových mítinků v Bratislavě. Vstoupil do politického dění jako představitel hnutí Verejnosť proti násiliu a stal se poradcem prezidenta ČSFR Václava Havla v Praze.
Dne 29. listopadu 1989 se účastnil společné porady VPN a českého Občanského fóra, kde se formálně rozhodlo o tom, že VPN je výlučným představitelem občanského hnutí na Slovensku a že obě republiková hnutí budou úzce spolupracovat, přičemž cílem je demokratická československá federace.
Ve volbách roku 1990 byl zvolen za VPN do Sněmovny lidu (volební obvod Středoslovenský kraj). Zastával tehdy vládní funkci. V první vládě V. Mečiara byl od června do září 1990 nejprve ministrem bez portfeje, pak od září 1990 do dubna 1991 byl ministrem mezinárodních vztahů SR v rámci federace. Šlo o nově zřízený rezort, který neměl svůj protějšek v české vládě. Historik Jan Rychlík považuje vznik tohoto ministerstva za projev snahy slovenské vlády postupnými kroky posilovat roli Slovenska jako subjektu mezinárodního práva. Kňažkovo první ministerské angažmá skončilo na jaře 1991, kdy Vladimír Mečiar ztratil premiérský post a kdy se hnutí VPN rozložilo. V rámci rozkolu ve VPN přestoupil do HZDS Vladimíra Mečiara a za tuto formaci zasedal i po zbytek funkčního období ve federálním parlamentu. Ve Federálním shromáždění setrval do voleb roku 1992.
Ve volbách v roce 1992 byl za HZDS zvolen do Slovenské národní rady, která se pak od roku 1993 transformovala v parlament samostatného Slovenska (Národní rada Slovenské republiky). Zároveň se spolu s návratem Vladimíra Mečiara do křesla předsedy slovenské vlády dostal opětovně i do vládních funkcí. V druhé vládě Vladimíra Mečiara byl od června 1992 do března 1993 ministrem zahraničních věcí Slovenska (do prosince 1992 coby ministr mezinárodních vztahů Slovenska v rámci ČSFR). V téže vládě byl zároveň jejím místopředsedou. Po dobu výkonu vládních postů neuplatňoval poslanecký mandát.
Později se rozešel s HZDS. V březnu 1993 opustil vládu a založil formaci Aliancia demokratov Slovenska. Šlo o první výrazný rozkol v HZDS. Aliancia demokratov Slovenska o rok později vplynula do strany Demokratická únia Slovenska, za níž byl Kňažko v parlamentních volbách na Slovensku roku 1994 zvolen poslancem Národní rady Slovenské republiky a v níž působil jako místopředseda. V průběhu funkčního období spolu s ní vplynul do strany DÚ, která se pak integrovala do Slovenské demokratické koalice, za níž byl zvolen v parlamentních volbách na Slovensku roku 1998.
Po volbách v roce 1998 vznikla první vláda Mikuláše Dzurindy. V ní byl v letech 1998-2002 ministrem kultury SR za SDK. V roce 2000 přešel z SDK do nové strany Slovenská demokratická a křesťanská unie.
Dne 29. listopadu 2013 oznámil svou oficiální kandidaturu do voleb na prezidenta Slovenské republiky. Ve volbách roku 2014 získal 12,86 % hlasů a nepostoupil do druhého kola.

## Filmografie
- 1965 Šerif za mrežami (Ivan)
- 1968 Niet inej cesty (Jurát I.)
- 1971 Nevesta hôľ (lesník)
- 1972 Zajtra bude neskoro (kpt. Ján Nálepka)
- 1974 Deň, ktorý neumrie (kpt. Podhorec)
- 1975 Život na úteku (Kukorelli)
- 1975 Nevěsta s nejkrásnějšíma očima (Pišta)
- 1977 Rusalka (princ)
- 1979 Choď a nelúč sa (Kukorelli)
- 1980 Hodiny (Hever)
- 1980 Nevěsta k zulíbání (Karol Molnár)
- 1983 Zánik samoty Berhof (poručík)
- 1984 O sláve a tráve (Richter)
- 1984 Návrat Jána Petru (Ján Petro)
- 1985 …nebo být zabit (Ernest)
- 1986 Papilio (Hrabě)
- 1986 Kohút nezaspieva (učitel Tomko)
- 1987 Svět nic neví (Křemen)
- 1987 Devět kruhů pekla (Tomáš)
- 1988 Dobří holubi se vracejí (Miloš Lexa)
- 1989 Devět kruhů pekla
- 1990 Jen o rodinných záležitostech (major)
- 1990 Poslední motýl (Gruber)
- 1990 Svědek umírajícího času (kat Jan Mydlář)
- 2005 Rána z milosti (policejní ředitel Aleš Berka)
- 2006 Ulice (Karel Stránský)
- 2007 Hostel II. (Saša)
- 2009 Normal (Peter Kürten)
- 2011 Hranaři (Vágner)
- 2013 Kriminálka Staré Město II (Norbert Nociar)
- 2015 Jan Hus (film, 2015) (Otec)

## Ocenění
- Řád čestné legie rytíř
- Řád umění a literatury rytíř
- Dne 25. března 2017 obdržel Cenu Thálie 2016 za svůj činoherní výkon v roli Jona v monohře
- štátna cena Jozefa Miloslava Hurbana (2020)
- Cena Hanno R. Ellenbogen (2024)

Shylock v Divadle Na Jezerce.